# Тернавка (Славська селищна громада)
Терна́вка — село в Україні, в Стрийському районі Львівської області.
Населення становить 766 осіб. Орган місцевого самоврядування — Славська селищна рада. Поселення простягається між смт. Славське та селом Лавочне (довжина села близько 9 км).

## Назва
У 1989 р. назву села Тернівка було змінено на одну літеру.

## Населення
Згідно з переписом УРСР 1989 року чисельність наявного населення села становила 705 осіб, з яких 324 чоловіки та 381 жінка.
За переписом населення України 2001 року в селі мешкало 766 осіб.

### Мова
Розподіл населення за рідною мовою за даними перепису 2001 року:
| Мова       | Відсоток |
| ---------- | -------- |
| українська | 99,61 %  |
| російська  | 0,39 %   |

## Пам'ятки

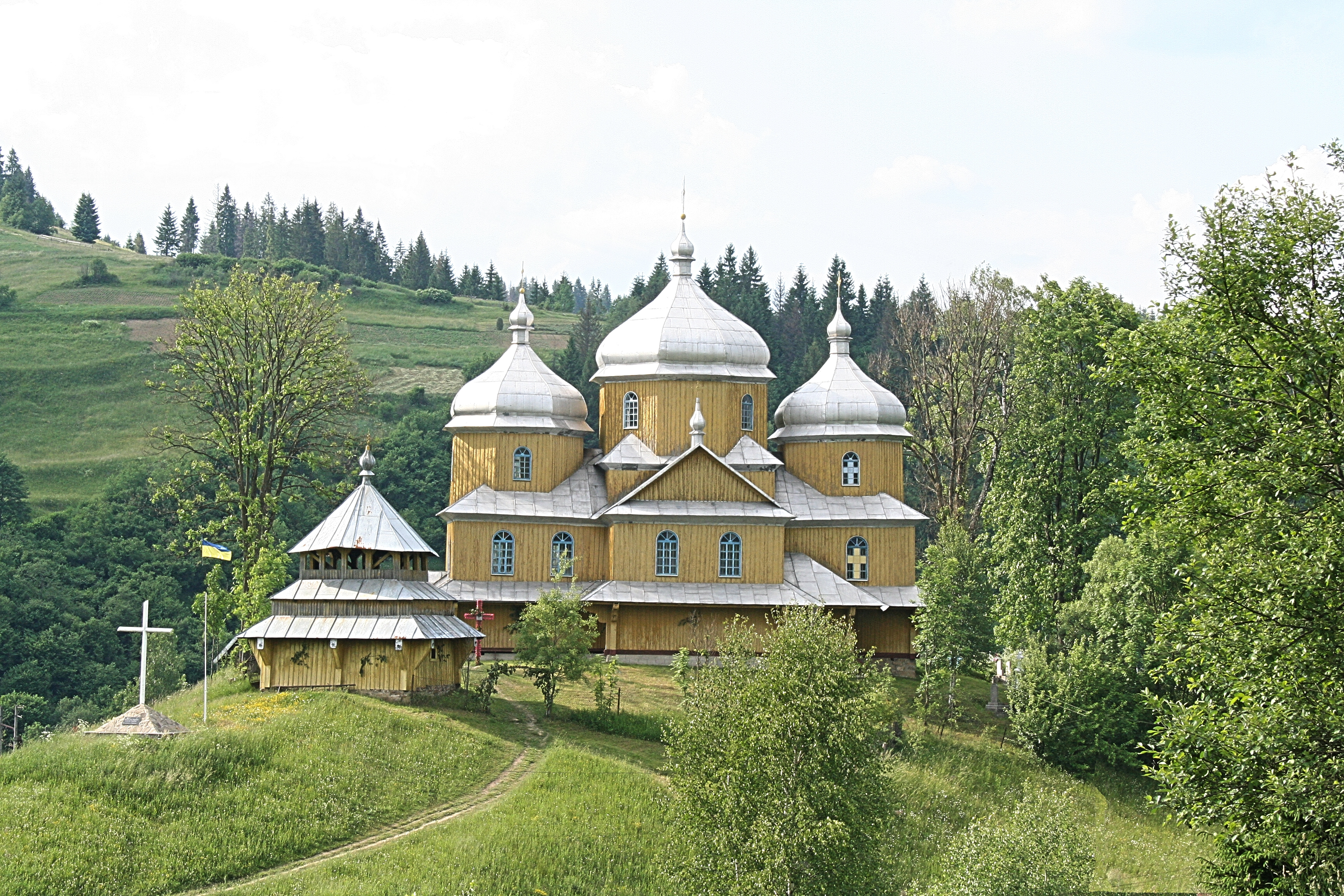
Дерев'яна бойківська церква села

У селі розташована тризрубна триверха дерев'яна Введенська церква, зведена у 1921 р. на місці дерев'яної бойківської церкви, побудованої у 1780 р., яка сильно постраждала у Першу світову війну. 
Австрійський уряд у 1918 році виділив кошти на реставрацію храму, але громада висловила бажання збудувати нову церкву, а не ремонтувати стару. Храм був збудований на кошти громади за підтримки отця Ярослава Левицького. На хорах розмістили частини іконостасу XVIII століття з розібраної старої церкви. 
Пам'яткою архітектури також є єдина в селі школа, якій майже сто років.

## Відомі мешканці

### Народились
- Луців Микола Васильович — діяч антирадянського підпілля на Західній Україні, репресований, політв'язень. Почесний громадянин Мукачевого.